# Solanum americanum

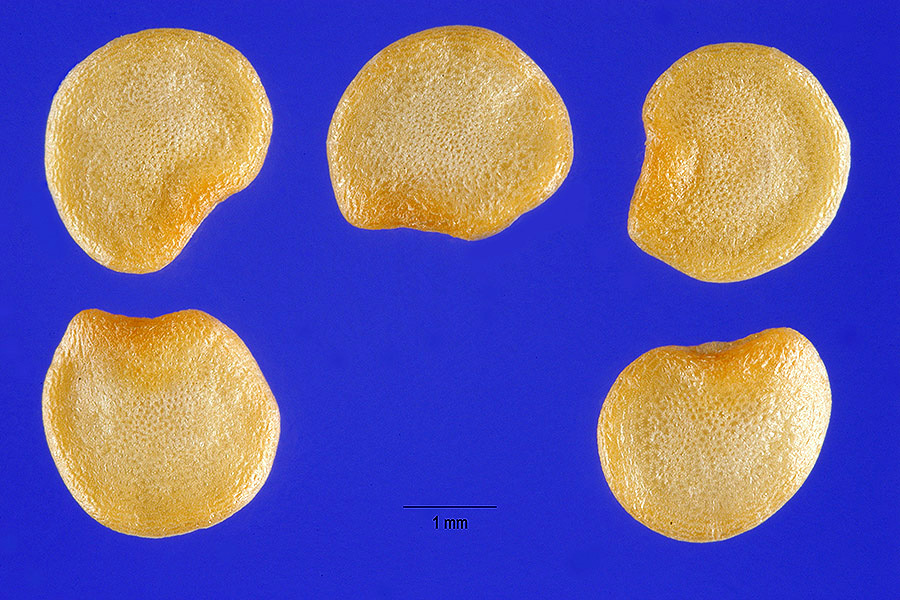
Simientes.

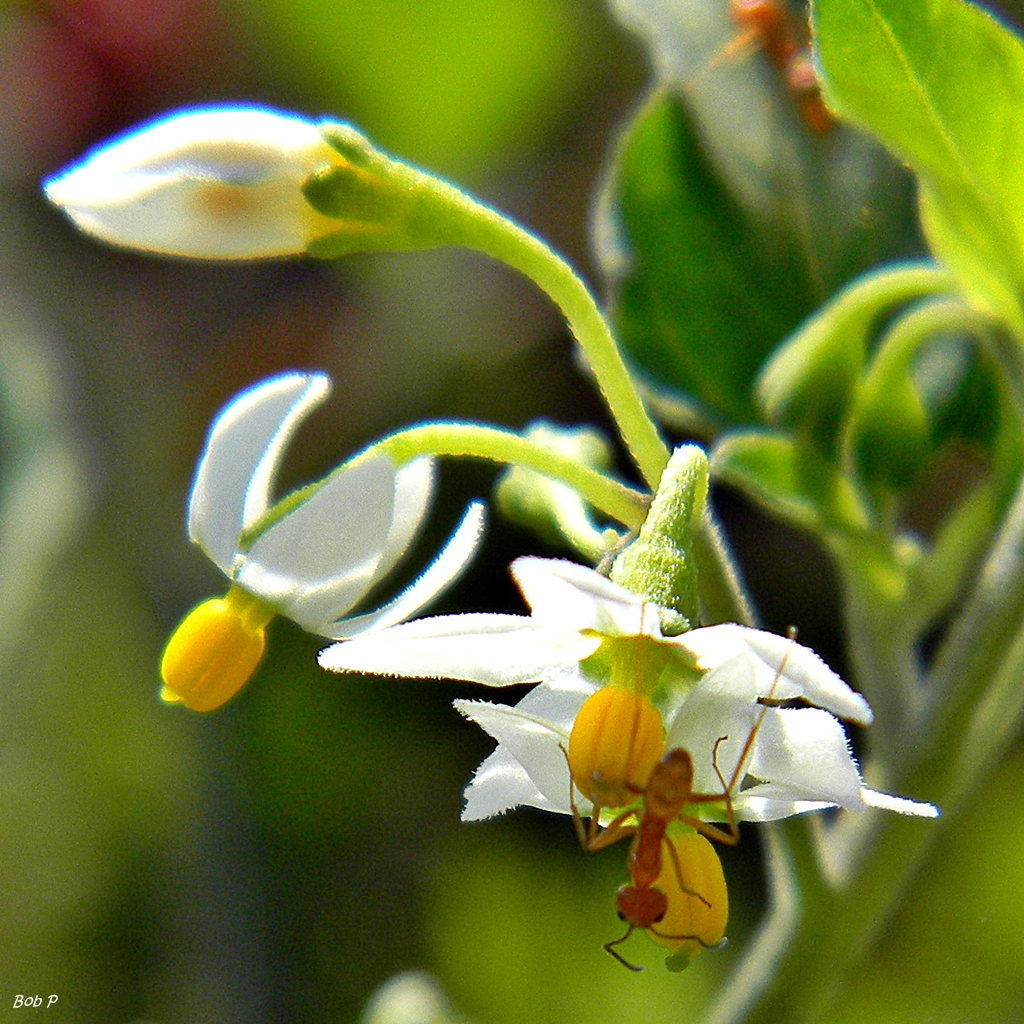
Flores

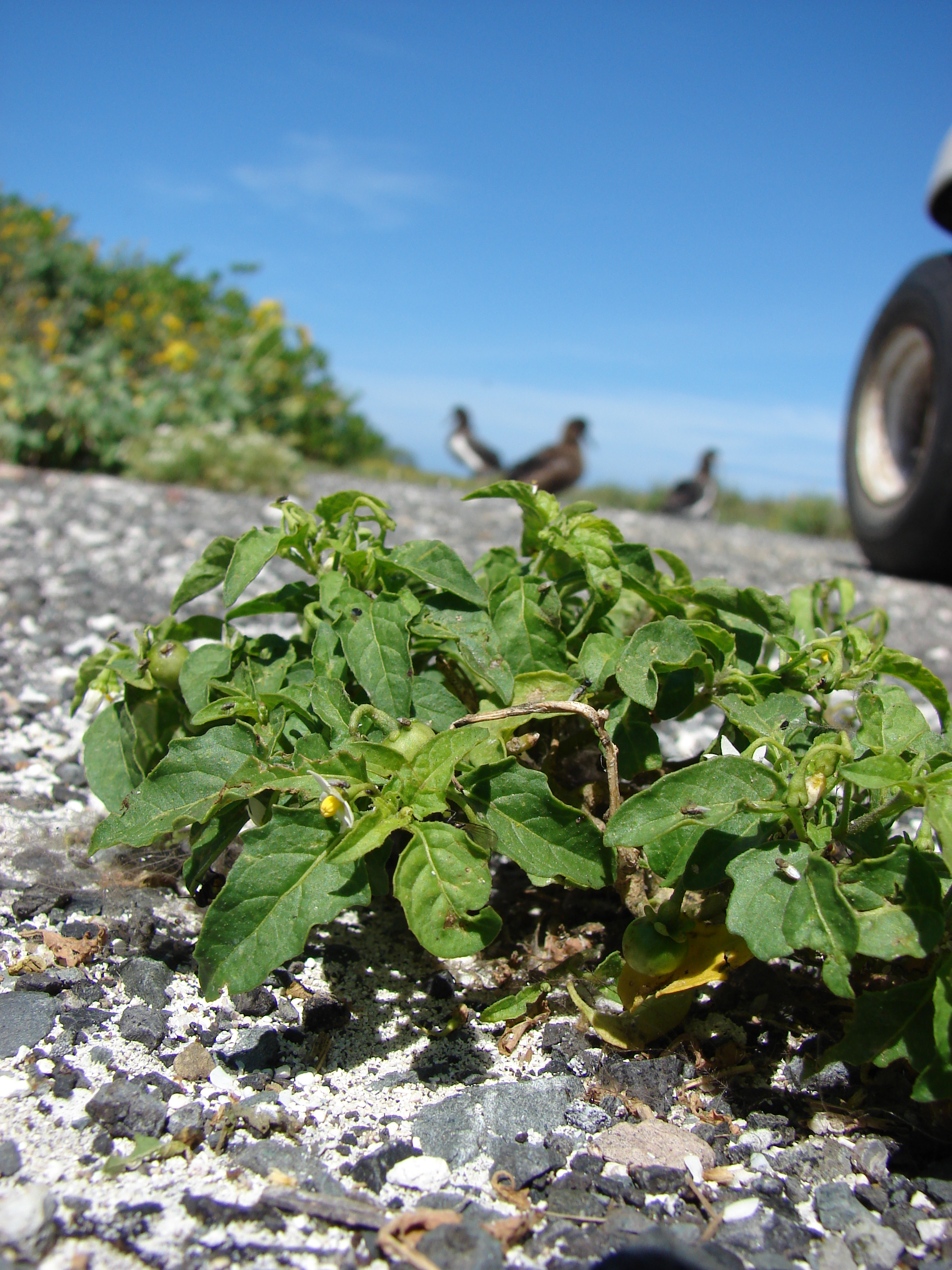
Vista de la planta

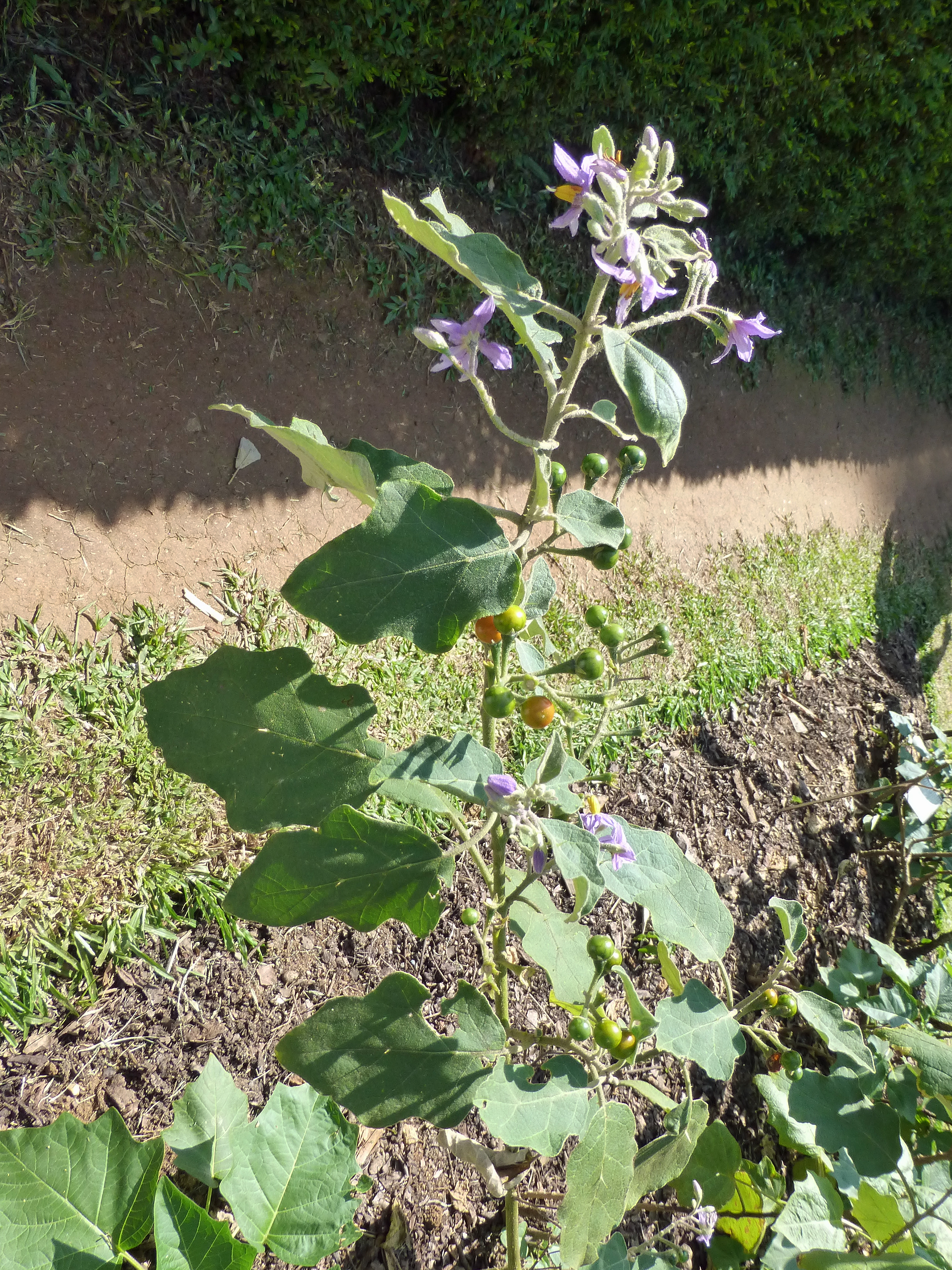
Vista de la planta

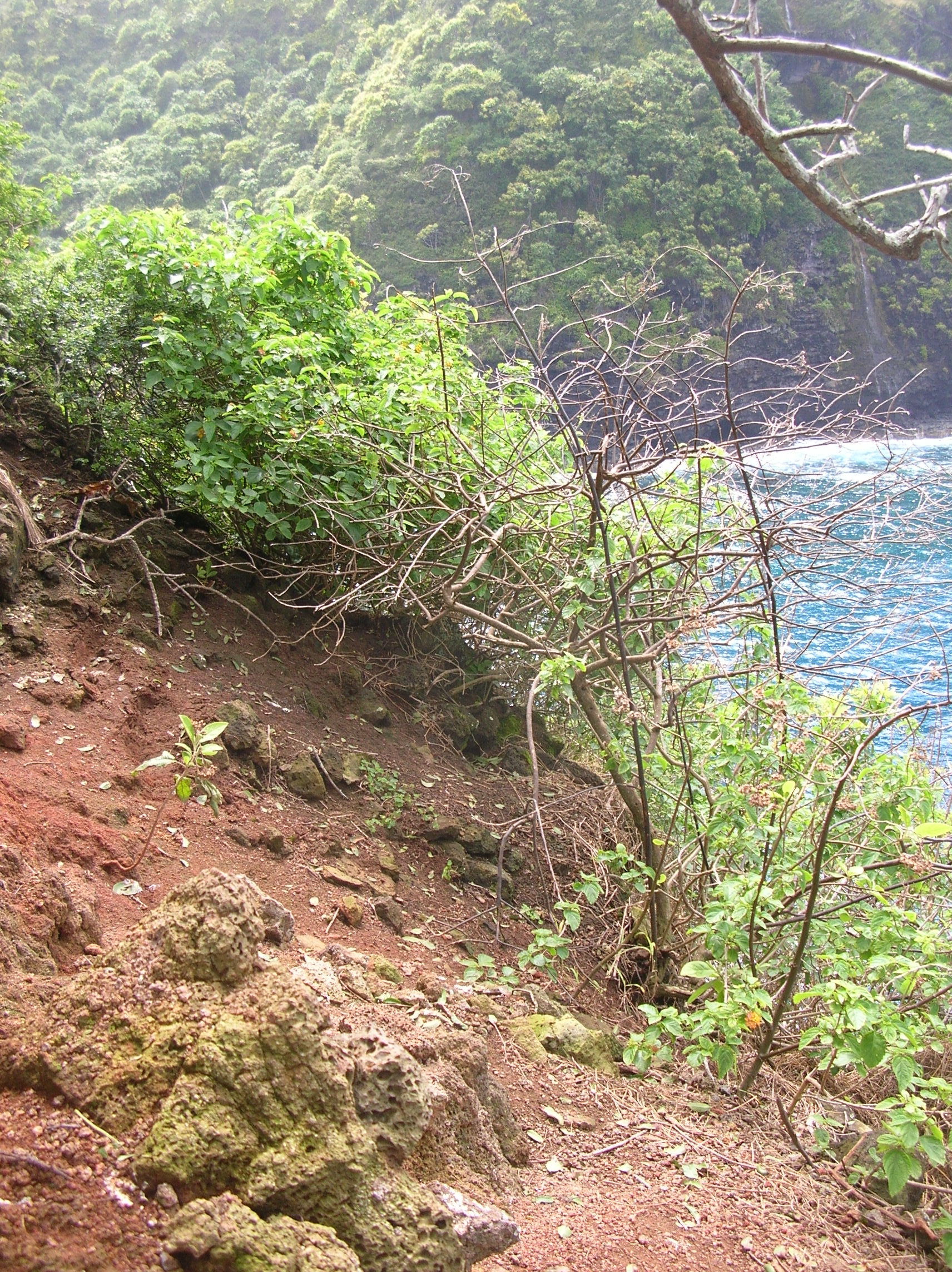
En su hábitat

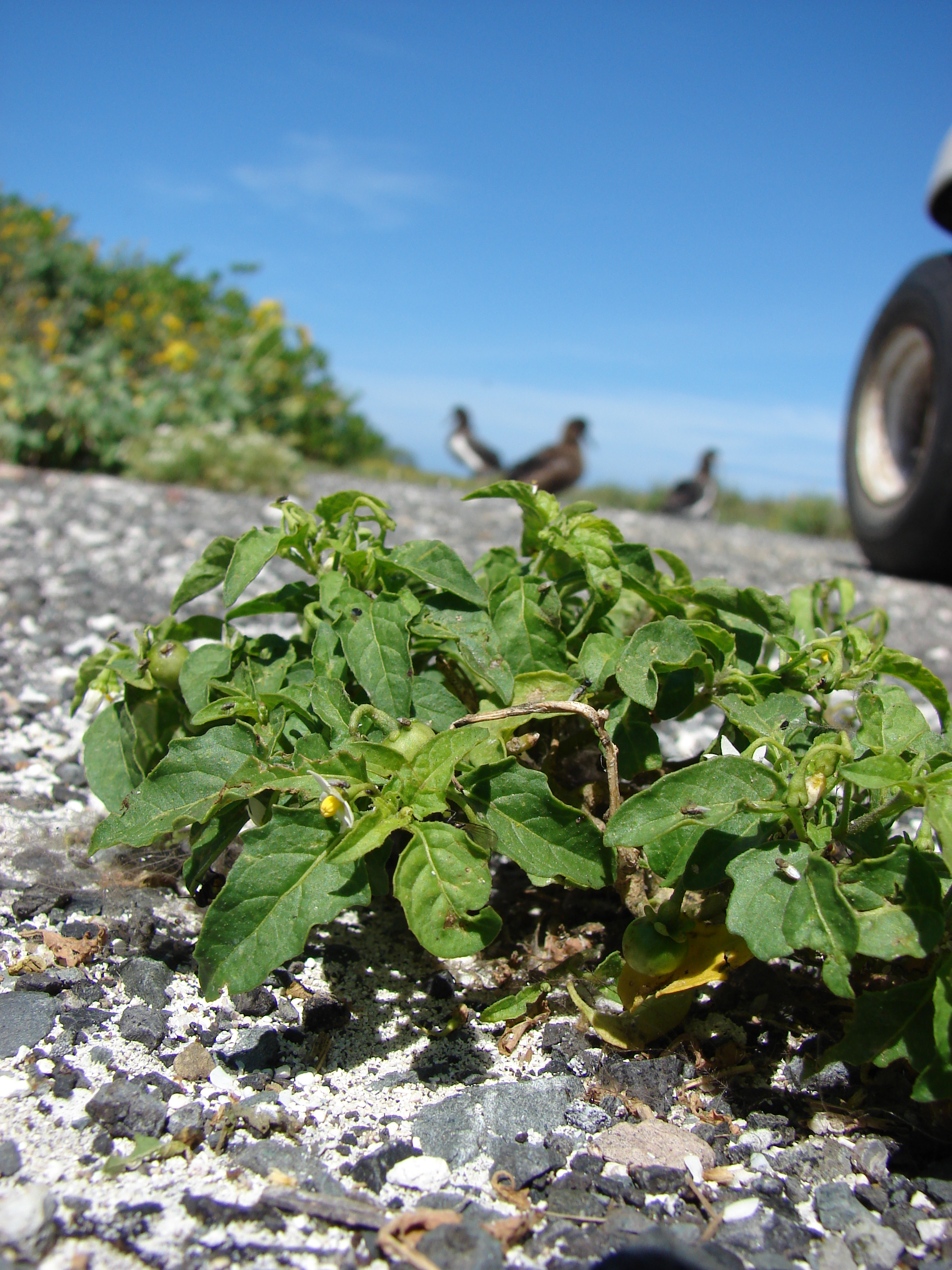
Vista de la planta

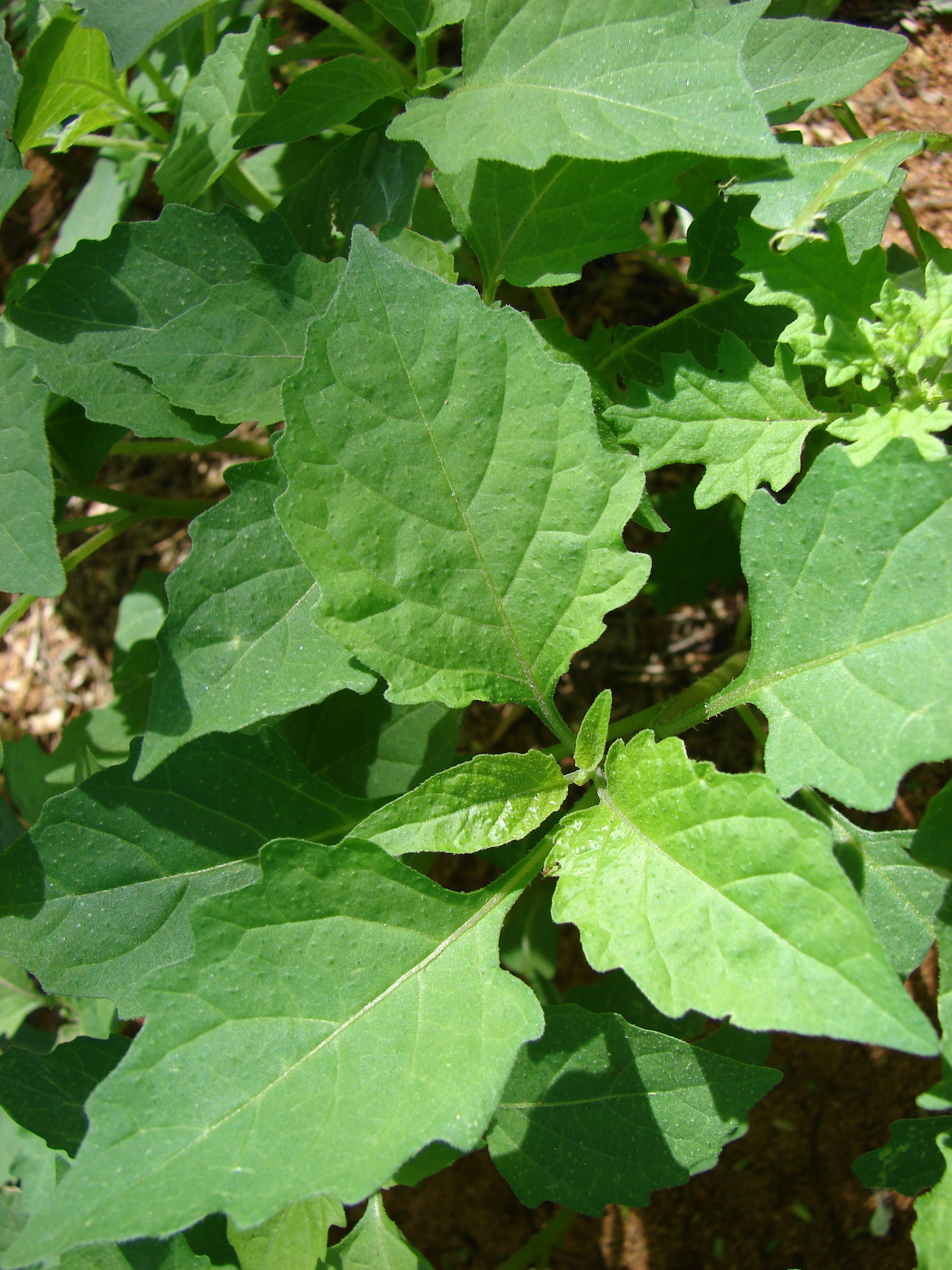
Hojas

Solanum americanum es una especie de planta herbácea, nativa de América, perteneciente a la familia Solanaceae.
*Advertencia: Hay autores que consideran que es una mera sinonimia de Solanum nigrum L.. Las diferencias son mínimas y residirían en: corola y fruto más pequeños, pétalos ocasionalmente purpúreos, fruto con escloromas (grumo constituido por células pétreas que existen en el mesocarpio de ciertas frutas, por ejemplo la pera). Las semillas de S. americanum son más grandes y más alveoladas; no son de forma espiral algo incipiente como las del S. nigrum, pero más discoidales. A la vista de tan ínfimos detalles, difícilmente apreciables, es altamente probable que muchas citas de la especie sean en realidad de Solanum nigrum y/o que la sinonimia sea válida.

## Descripción
Es planta anual o perenne que crece hasta 1 m o más de altura, con tallo verde o púrpura, erecto y ramificado. Las hojas alternas, de tamaño y forma variables con bordes enteros u ondulados, llegan a medir hasta 10 cm de largo y 7 cm de ancho con pecíolos finamente alado de uno 4 cm de largo, decurrente o no. El limbo es de color verde oscuro arriba y más claro en la haz inferior. Inflorescencias en corimbos o umbelas saliendo de los inter-nudos del tallo por un pedúnculo de unos 3 cm de largo. Las flores, de cáliz y corola penta-lobados, son blancas o azuladas-púrpuras, de pedicelos cortos y patentes o erectos, con estambres conniventes amarillos. El fruto es una baya infra-centimétrica péndula, primero verde y que se torna negruzca al madurar y que contiene numerosas semillas pequeñas, dicoidales-arriñonadas, finamente alveóladas, de color amarillento-beige.

## Hábitat y distribución
Descampados, sitios removidos, bosques abiertos, campos, bordes de caminos, carreteras y ferrocarriles.
Mala hierba bastante nociva, ya que se mezclan sus semillas con las de ciertos cultivos, entre ellos, la soja.
Originaria del continente americano, desde el sur y noroeste de los Estados Unidos hasta Paraguay y Perú, incluidas las islas del Caribe. En los países de habla hispana, se la conoce generalmente como "hierba mora negra".

Actualmente sub-cosmopolita.

## Usos
Los frutos, cuando maduros, son consideradas, al igual que muchas especies del género Solanum y otras solanáceas, venenosas por su alto contenido de saponinas, en particular la solanina.
En Guatemala,  El Salvador ,  Honduras ,  Nicaragua 
```
se acostumbra hacer sopa o caldo de esta hierba o también guisos, evitando siempre los frutos negros, se hierve en agua y se le agrega tomate y cebolla como condimento, se salpimienta y se sirve caliente. Es posible que al igual que con el Loroco (
Fernaldia pandurata
), las personas de 
Mesoamérica
 tengan una tolerancia a las toxinas de estas plantas al tenerlas en su dieta desde épocas remotas. Respecto a esta última hipótesis, hay que recordar que la cocción, cual sea, destruye parcialmente la solanina.
```

## Toxicidad
Las investigaciones indican la presencia de tóxicos glicoalcaloides y hay advertencias para tener cuidado en el uso de S.americanum como medicina a base de hierbas o como alimentos. El fruto verde es particularmente venenoso y comer las bayas inmaduras ha causado la muerte de niños. Las bayas maduras y hojas también pueden causar envenenamiento. Esto es debido a los altos niveles de la glicoalcaloides, solanina y solamargina. Otras toxinas presentes en la planta incluye chaconina, solasonina, solanigrina, gitogenina y trazas de saponinas, así como el alcaloide tropano escopolamina (hioscina), la atropina y la hiosciamina.
Cantidades significativas de solasodina (0,65%) han sido encontrados en las bayas verdes. La fruta madura también contiene 0,3-0,45% solasonina, y la acetilcolina, y tiene un efecto inhibidor de la colinesterasa en el plasma humano. En Transkei, la población rural tiene una alta incidencia de cáncer de esófago que se cree que es un resultado del uso de S.americanum como alimento. El ganado también puede ser envenenado por los altos niveles de nitratos  en las hojas.
La toxicidad varía ampliamente dependiendo de la cepa genética y las condiciones de ubicación, como el suelo y las precipitaciones Los expertos en plantas venenosas aconsejan: "... a menos que esté seguro de que las bayas son de una cepa comestible, no tomarlas".

## Taxonomía
Solanum americanum fue descrita por Philip Miller y publicado en The Gardeners Dictionary:... eighth edition no. 5. 1768.
Etimología
Solanum: nombre genérico que deriva del vocablo Latíno equivalente al Griego στρνχνος (strychnos) para designar el Solanum nigrum (la "Hierba mora") —y probablemente otras especies del género, incluida la berenjena—, ya empleado por Plinio el Viejo en su Historia naturalis (21, 177 y 27, 132) y, antes, por Aulus Cornelius Celsus en De Re Medica (II, 33). Podría ser relacionado con el Latín sol. -is, "el sol", debido a que la planta sería propia de sitios algo soleados.
americanum: epíteto geográfico que alude a su localización en América.
Sinonimia
- Solanum adventitium Polgar
- Solanum amarantoides Dunal
- Solanum caribaeum Dunal
- Solanum curtipes Bitter
- Solanum depilatum Bitter
- Solanum ganchouenense H. Lév.
- Solanum gollmeri Bitter
- Solanum humile Lam.
- Solanum imerinense Bitter
- Solanum inconspicuum Bitter
- Solanum indecorum Rich.
- Solanum inops Dunal
- Solanum minutibaccatum Bitter
- Solanum nigrum L.
- Solanum nodiflorum Jacq.
- Solanum oleraceum Dunal
- Solanum parviflorum Badarò
- Solanum photeinocarpum Nakam. & Odash.
- Solanum pterocaulon Dunal
- Solanum purpuratum Bitter
- Solanum quadrangulare Thunb. ex L. f.
- Solanum sciaphilum Bitter
- Solanum tenellum Bitter
- Solanum triangulare Lam.[17]

## Nombres comunes
- tomatillo del diablo, hierba cotones, hierba mora, moradillo de Santa Lucía (en Canarias).[18]